# Mike Judge
Michael Craig Judge (Guaiaquil, 17 de Outubro de 1962) é um animador, ator, roteirista, cineasta e produtor cinematográfico estadunidense, nascido no Equador. Ele é mais conhecido como o criador das séries "Beavis & Butt-Head" e "O Rei do Pedaço" (animação exibida no Brasil pelo canal fechado FOX). Ele se tornou roteirista e cineasta nos filmes de comédia: Beavis e Butt-Head na América (Beavis & Butt-Head Do America, 1996), O Insustentável Peso de Trabalho (Office Space, 1999), Terra de Idiotas (Idiocracy, 2006) e Extrato (Extract, 2009).

## Filmografia
- Cinema
- Diretor
- Maré de Azar (2009) (Longa-metragem)
- Como Enlouquecer Seu Chefe (1999) (Longa-metragem)
- Beavis e Butt-Head Detonam a América (1996) (Longa-metragem)
- Ator/Atriz
- Maré de Azar (2009) (Longa-metragem), Jim (não creditado)
- Jackass 2.5 (2007) (Longa-metragem,Vídeo), Mike Judge
- Jackass Number Two (2006) (Longa-metragem), Mike Judge
- Pequenos Espiões 3D (2003) (Longa-metragem), Donnagon Giggles
- A Serviço de Sara (2002)
- Pequenos Espiões 2: A Ilha dos Sonhos Perdidos (2002) (Longa-metragem), Donnagon
- Pequenos Espiões (2001)
- Como Enlouquecer Seu Chefe (1999) (Longa-metragem), Stan, gerente
- como William King
- South Park: Maior, Melhor e Sem Cortes (1999)
- Austin Powers: 000 - Um Agente Nada Secreto (1997) (Longa-metragem), Beavis/Butt-Head (voz) (não creditado)
- Beavis e Butt-Head Detonam a América (1996) (Longa-metragem), Beavis/Butt-Head/Tom Anderson/Mr. Van Driessen/McVicker, Diretor da escola (voz)
- Os Cabeças-de-Vento (1994) (Longa-metragem)Produtor
- Como Enlouquecer Seu Chefe (1999) (Longa-metragem), produtor (não creditado)
- Beavis e Butt-Head Detonam a América (1996) (Longa-metragem), produtor (não creditado)Roteirista
- Maré de Azar (2009) (Longa-metragem)
- Como Enlouquecer Seu Chefe (1999) (Longa-metragem), Roteiro
- Como Enlouquecer Seu Chefe (1999) (Longa-metragem), Curtas animados
- Beavis e Butt-Head Detonam a América (1996) (Longa-metragem)